# Военно-морские силы Словении

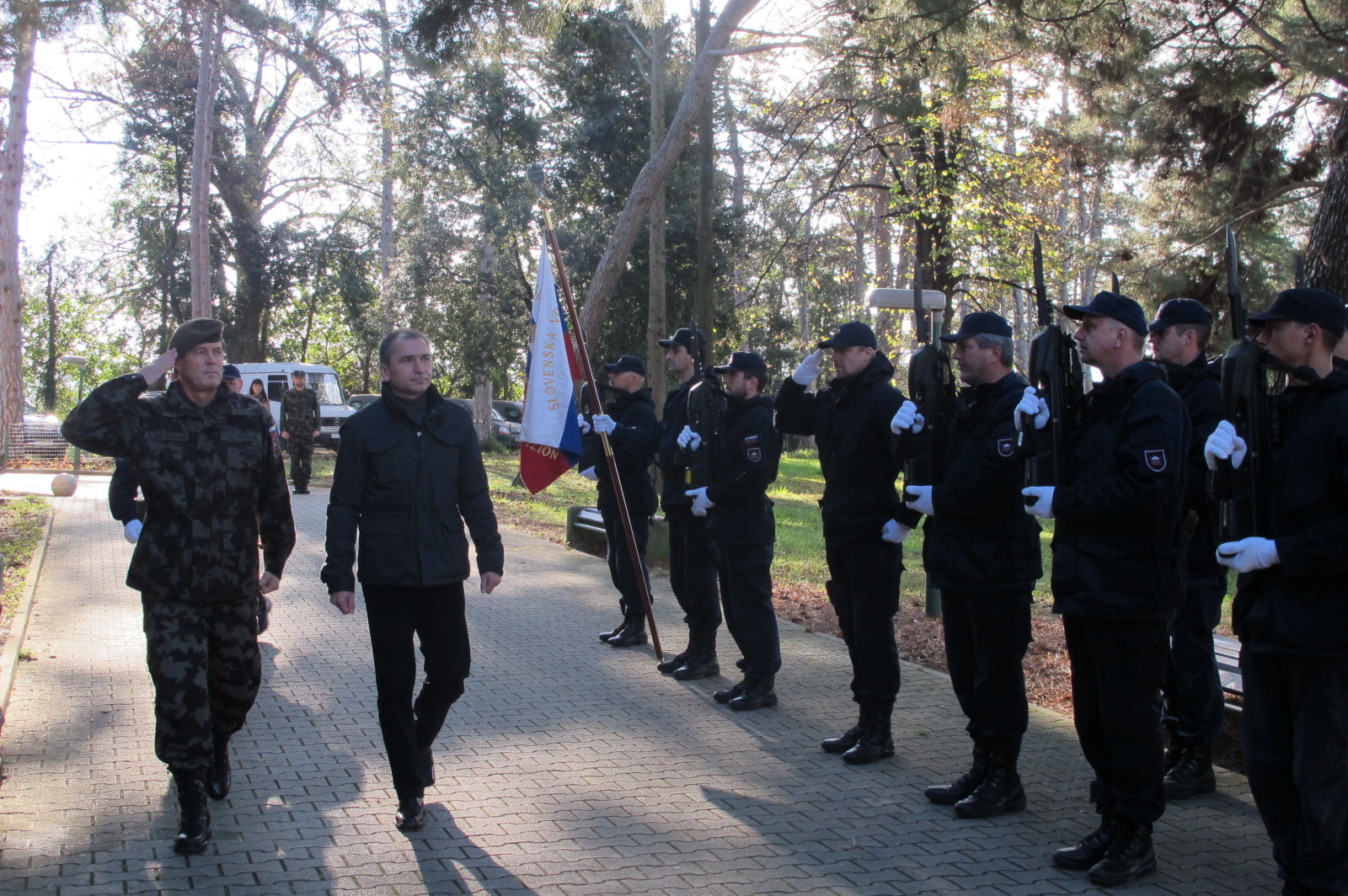
Министр обороны Янко Вебер в казармах ВМС Словении в Копере, июль 2014

Военно-морской компонент вооружённых сил Словенской Республики (словен. Pomorstvo Slovenske vojske) является частью вооружённых сил Словении.

## История
После провозглашения независимости Республики Словения 25 июня 1991 года и начала войны 1991 года все плавсредства ВМС СФРЮ были выведены с территории Словении в Югославию (но здания, сооружения и другие объекты инфраструктуры перешли в распоряжение правительства Словении).
В январе 1993 года было принято решение о создании в составе вооружённых сил 430-го морского дивизиона (словен. 430. mornariški divizion), это событие официально считается датой создания военно-морских сил страны. Однако Словения некоторое время не имела возможности приобретать боевые корабли и другие системы вооружений из-за наложенного на страну эмбарго. 
Только после отмены эмбарго, в 1996 году правительство Словении приобрело в Израиле патрульный катер типа «Super Dvora» Mk.II. 
29 марта 2004 года Словения вошла в военно-политический блок НАТО.
В 2008 году министерство обороны Словении сообщило о намерении купить для ВМС Словении патрульный катер проекта 10412 (экспортный вариант российских сторожевых катеров проекта 10410 типа «Светляк»), 10 ноября 2010 года он был передан ВМС Словении в порту Новороссийска.
По состоянию на начало 2022 года общая численность регулярных вооружённых сил составляла 130 человек и два патрульных катера (один "Триглав-3" и один «Super Dvora» Mk.II).
1 августа 2025 года правительство Словении объявило о прекращении торговли вооружением и продукцией военного назначения с Израилем (в том числе, импорт военной продукции Израиля).

## Современное состояние
В настоящее время ВМС состоят из одного дивизиона и имеют на вооружении два патрульных катера.

### Командующие
- 1999—2001: капитан фрегата[словен.] Борис Гершак[словен.] (словен. Boris Geršak)
- — 16 июля 2004: капитан корвета[словен.] Эди Еран (словен. Edi Jeran)
- 16 июля 2004 — ?: Иван Жнидар (словен. Ivan Žnidar)
- — 16 декабря 2010: капитан фрегата Андрей Андройна (словен. Andrej Androjna)[9][10]
- 16 декабря 2010[9] — 3 октября 2011[2]: подполковник Леопольд Чучек[словен.] (словен. Leopold Čuček)[9]
- 3 октября 2011 — н. в.: капитан фрегата Роман Анжич (словен. Roman Anžič)[2]

## Боевой состав
| Тип                                       | Номер вымпела                  | Наименование                   | В составе флота                | Состояние                      | Базирование                    | Изображение |
| Сторожевые и патрульные катера            | Сторожевые и патрульные катера | Сторожевые и патрульные катера | Сторожевые и патрульные катера | Сторожевые и патрульные катера | Сторожевые и патрульные катера |             |
| ----------------------------------------- | ------------------------------ | ------------------------------ | ------------------------------ | ------------------------------ | ------------------------------ | ----------- |
| сторожевой катер проекта 10412            | VNL-11                         | «Триглав»                      | с 2010                         | в строю                        | Порт Копер                     |             |
| патрульный катер типа «Супер Двора» Mk II | HPL-21                         | «Анкаран»                      | с 1996                         | в строю                        | ВМБ Анкаран                    |             |

## Префикс кораблей и судов
Корабли морских сил Словении имеют два типовых префикса: VNL-11 «Триглав» (словен. Večnamenska ladja — Многоцелевой корабль) и HPL-21 «Анкаран» (словен. Hitra Patruljna Ladja — Скоростной патрульный корабль).

## Флаги кораблей и судов
| Флаг | Гюйс | Вымпел боевых кораблей |
| ---- | ---- | ---------------------- |
|      |      | нет данных             |

## Знаки различия

### Адмиралы и офицеры
| Категории               | Адмиралы      | Адмиралы    | Адмиралы      | Oфицеры       | Oфицеры             | Oфицеры            | Oфицеры            | Oфицеры              | Oфицеры           | Oфицеры          |
| ----------------------- | ------------- | ----------- | ------------- | ------------- | ------------------- | ------------------ | ------------------ | -------------------- | ----------------- | ---------------- |
|                         |               |             |               |               |                     |                    |                    |                      |                   |                  |
| Словенское звание       | Аdmiral       | Viceadmiral | Kontraadmiral | Kapitan       | Kapitan bojne ladje | Kapitan fregate    | Kapitan korvete    | Poročnik bojne ladje | Poročnik fregate  | Poročnik korvete |
| Российское соответствие | Адмирал флота | Адмирал     | Вице-адмирал  | Контр-адмирал | Капитан 1-го ранга  | Капитан 2-го ранга | Капитан 3-го ранга | Капитан-лейтенант    | Старший лейтенант | Лейтенант        |

### Подофицеры и матросы
| Категории               | Подофицеры              | Подофицеры        | Подофицеры       | Подофицеры | Подофицеры                   | Подофицеры       | Подофицеры          | Подофицеры          | Mатросы     | Mатросы        | Mатросы     |
| ----------------------- | ----------------------- | ----------------- | ---------------- | ---------- | ---------------------------- | ---------------- | ------------------- | ------------------- | ----------- | -------------- | ----------- |
|                         |                         |                   |                  |            |                              |                  |                     |                     |             |                |             |
| Словенское звание       | Višji štabni praporščak | Štabni praporščak | Višji praporščak | Praporščak | Višji štabni vodnik          | Štabni vodnik    | Višji vodnik        | Vodnik              | Naddesetnik | Desetnik       | Poddesetnik |
| Российское соответствие | нет                     | нет               | Старший мичман   | Мичман     | Главный корабельный старшина | Главный старшина | Старшина 1-й статьи | Старшина 2-й статьи | нет         | Старший матрос | Матрос      |